# Campeonato Mundial de Lucha de 2013
El LXIV Campeonato Mundial de Lucha se celebró en Budapest (Hungría) entre el 16 y el 22 de septiembre de 2013 bajo la organización de la Federación Internacional de Luchas Asociadas (FILA) y la Federación Húngara de Lucha.
Las competiciones se realizaron en la Arena Deportiva de Budapest László Papp de la capital magiar.

## Resultados

### Lucha grecorromana masculina
| Evento         | Oro                          | Plata                      | Bronce                                                    |
| -------------- | ---------------------------- | -------------------------- | --------------------------------------------------------- |
| 55 kg (20.09)  | Yun Won-Chol Corea del Norte | Choi Gyu-Jin Corea del Sur | Péter Módos · Hungría · Roman Amoyan · Armenia            |
| 60 kg (21.09)  | Ivo Anguelov Bulgaria        | Ivan Kuilakov · Rusia      | Woo Seung-Jae Corea del Sur Elmurat Tasmuradov Uzbekistán |
| 66 kg (22.09)  | Ryu Han-Su Corea del Sur     | Islam-Beka Albiyev · Rusia | Tulsi Sandeep · India · Frank Stäbler · Alemania          |
| 74 kg (22.09)  | Kim Hyeon-Woon Corea del Sur | Roman Vlasov · Rusia       | Arsen Dzhulfalakian Armenia Emrah Kuş Turquía             |
| 84 kg (21.09)  | Taleb Nematpur Irán          | Saman Təhmasibi Azerbaiyán | Dzhavid Hamzatau · Bielorrusia · Viktor Lőrincz · Hungría |
| 96 kg (21.09)  | Nikita Melnikov · Rusia      | Artur Alexanian Armenia    | Balázs Kiss · Hungría · Şalva Qadabadze · Azerbaiyán      |
| 120 kg (22.09) | Heiki Nabi Estonia           | Rıza Kayaalp Turquía       | Nurmajan Tinaliyev · Kazajistán · Johan Eurén · Suecia    |

1. ↑  El ganador de la medalla de oro, el iraní Amir Alí Akbari, dio positivo en un control antidopaje y fue descalificado por la FILA, la medalla de oro pasó al estonio Heiki Nabi, la de plata al turco Rıza Kayaalp y una de las de bronce al sueco Johan Eurén.[2]

### Lucha libre masculina
| Evento         | Oro                             | Plata                       | Bronce                                                             |
| -------------- | ------------------------------- | --------------------------- | ------------------------------------------------------------------ |
| 55 kg (16.09)  | Hasan Rahimi Irán               | Amit Kumar India            | Nariman Israpilov · Rusia · Sezar Akgül · Turquía                  |
| 60 kg (17.09)  | Bekjan Goiguereyev · Rusia      | Vladimir Dubov Bulgaria     | Bajrang Bajrang India Masud Esmaeilpur Irán                        |
| 66 kg (16.09)  | Davit Safarian Armenia          | Liván López Azcuy · Cuba    | Magomed Kurbanaliyev · Rusia · Ganzoriguiin Mandajnaran · Mongolia |
| 74 kg (18.09)  | Jordan Burroughs Estados Unidos | Ezatolah Akbari Irán        | Ali Shabanau · Bielorrusia · Rashid Qurbonov · Uzbekistán          |
| 84 kg (17.09)  | Ibrahim Aldatov · Ucrania       | Reineris Salas Pérez · Cuba | István Veréb · Hungría · Ehsan Lashgari · Irán                     |
| 96 kg (16.09)  | Reza Yazdani Irán               | Xetaq Qazyumov Azerbaiyán   | Anzor Boltukayev · Rusia · Pavlo Olinyk · Ucrania                  |
| 120 kg (17.09) | Jadzhimurat Gatsalov · Rusia    | Alen Zasieyev · Ucrania     | Gueno Petriashvili Georgia Taha Akgül Turquía                      |

### Lucha libre femenina
| Evento        | Oro                       | Plata                               | Bronce                                                                |
| ------------- | ------------------------- | ----------------------------------- | --------------------------------------------------------------------- |
| 48 kg (18.09) | Eri Tosaka Japón          | Mayelis Caripá Castillo · Venezuela | Alyssa Lampe Estados Unidos Xu Cheng China                            |
| 51 kg (18.09) | Sun Yanan China           | Erdenechimeguiin Sumiya Mongolia    | So Sim-Hyang · Corea del Norte · Jessica MacDonald · Canadá           |
| 55 kg (19.09) | Saori Yoshida Japón       | Sofia Mattsson · Suecia             | Emese Barka · Hungría · Valeriya Koblova · Rusia                      |
| 59 kg (19.09) | Marianna Sastin · Hungría | Taibe Yusein Bulgaria               | Tungalaguiin Mönjtuyaa Mongolia Yuliya Ratkeviç Azerbaiyán            |
| 63 kg (19.09) | Kaori Icho Japón          | Soronzonboldyn Battsetseg Mongolia  | Yekaterina Larionova · Kazajistán · Elena Pirozhkova · Estados Unidos |
| 67 kg (20.09) | Alina Stadnyk · Ucrania   | Stacie Anaka · Canadá               | Ochirbatyn Nasanburmaa Mongolia Sara Dosho Japón                      |
| 72 kg (20.09) | Zhang Fengliu China       | Natalia Vorobiova · Rusia           | Adeline Gray Estados Unidos Ochirbatyn Burmaa Mongolia                |

## Medallero
| Núm. | País            | Oro | Plata | Bronce | Total |
| ---- | --------------- | --- | ----- | ------ | ----- |
| 1    | Rusia           | 3   | 4     | 4      | 11    |
| 2    | Irán            | 3   | 1     | 2      | 6     |
| 3    | Japón           | 3   | 0     | 1      | 4     |
| 4    | Corea del Sur   | 2   | 1     | 1      | 4     |
| 4    | Ucrania         | 2   | 1     | 1      | 4     |
| 6    | China           | 2   | 0     | 1      | 3     |
| 7    | Bulgaria        | 1   | 2     | 0      | 3     |
| 8    | Armenia         | 1   | 1     | 2      | 4     |
| 9    | Hungría         | 1   | 0     | 5      | 6     |
| 10   | Estados Unidos  | 1   | 0     | 3      | 4     |
| 11   | Corea del Norte | 1   | 0     | 1      | 2     |
| 12   | Estonia         | 1   | 0     | 0      | 1     |
| 13   | Mongolia        | 0   | 2     | 4      | 6     |
| 14   | Azerbaiyán      | 0   | 2     | 2      | 4     |
| 15   | Cuba            | 0   | 2     | 0      | 2     |
| 16   | Turquía         | 0   | 1     | 3      | 4     |
| 17   | India           | 0   | 1     | 2      | 3     |
| 18   | Canadá          | 0   | 1     | 1      | 2     |
| 18   | Suecia          | 0   | 1     | 1      | 2     |
| 20   | Venezuela       | 0   | 1     | 0      | 1     |
| 21   | Bielorrusia     | 0   | 0     | 2      | 2     |
| 21   | Kazajistán      | 0   | 0     | 2      | 2     |
| 21   | Uzbekistán      | 0   | 0     | 2      | 2     |
| 24   | Alemania        | 0   | 0     | 1      | 1     |
| 24   | Georgia         | 0   | 0     | 1      | 1     |
|      | TOTAL           | 21  | 21    | 42     | 84    |